# Calucons
Els calucons (en llatí Calucones, en grec antic Καλούκωνες) eren una tribu dels leponcis de Rètia. El seu nom s'ha conservat en la Val Calanca, a Suïssa.
Segons Plini el Vell, va ser una de les tribus que va conquerir August quan va vèncer les tribus alpines, i així ho fa constar a la transcripció que fa de la inscripció del Trofeu dels Alps.